# اس‌اس کویرس
اس‌اس کویرس (به انگلیسی: SS Quersee) یک کشتی بود که طول آن ۲۱۹ فوت ۶ اینچ (۶۶٫۹۰ متر) بود. این کشتی در سال ۱۹۲۶ ساخته شد.